# Droits de l'homme au Malawi
L'histoire des droits de l'homme au Malawi au cours des dernières décennies est compliquée et la situation actuelle est dans un état de transition dramatique et positive.
Jusqu'en 1994, les conditions sont assez insatisfaisantes. Les choses s'améliorent après la ratification cette année-là de la nouvelle constitution du Malawi, « exceptionnellement progressiste », qui introduit la démocratie multipartite. Cependant, vers la fin de la présidence de Bingu wa Mutharika, décédé en fonction en avril 2012, la situation s'aggrave, pour s'améliorer rapidement après l'accession à la présidence de la vice-présidente de Mutharika, Joyce Banda.

## Perspective historique
La Fondation internationale pour la protection des droits de l'homme note fin 2011 que le Malawi était « autrefois considéré comme un pays où la société civile pouvait s'exprimer librement ».
Un rapport de 2010 du Haut-commissariat britannique déclare que le Malawi a « fait de bons progrès en matière de droits de l'homme depuis l'introduction de la démocratie multipartite » en 1994, lorsque la Constitution du Malawi est entrée en vigueur. Le rapport britannique note que la Constitution du Malawi « protège les droits fondamentaux », que le pays « a signé la plupart des traités internationaux » et qu'il n'y a « pas de prisonniers politiques dans les prisons du Malawi comme c'était le cas à l'époque du parti unique ». Le rapport souligne également les progrès « dans les domaines de la stabilité macroéconomique et de l'accès aux droits sociaux et économiques fondamentaux tels que la santé, l'éducation, la sécurité alimentaire et la justice », tout en appelant à des améliorations « dans les domaines de la liberté de la presse, de la liberté de réunion et d'expression » et les droits des groupes minoritaires.
Mais vers la fin de la présidence (2004-2012) de Bingu wa Mutharika, la situation des droits humains au Malawi se détériore considérablement. Selon un rapport du département d'État américain sur les conditions des droits de l'homme au Malawi en 2010, les principaux problèmes de droits de l'homme comprennent « l'usage excessif de la force par la police, qui fait des morts et des blessés ; l'impunité des forces de sécurité, bien que le gouvernement ait fait quelques efforts pour poursuivre les agresseurs ; violence collective occasionnelle ; des conditions carcérales dures et potentiellement mortelles ; arrestation et détention arbitraires ; longue détention provisoire ; les limites de la liberté d'expression et de la presse ; corruption officielle ; violence sociétale contre les femmes ; traite des personnes ; et le travail des enfants.
Fin 2011, la Fondation internationale pour la protection des droits de l'homme décrit le Malawi comme étant « tombé dans une spirale d'autoritarisme ces dernières années » et indique que « [l]a situation s'est encore détériorée au début de 2011 lorsque la société civile a réagi aux scandales de corruption. et les prix élevés des produits de base avec des demandes de réforme et de bonne gouvernance. Le gouvernement, conscient des événements en Afrique du Nord, réagit avec force. Les autorités font des déclarations incitant à la violence contre les défenseurs des droits de l'homme et les dirigeants de la société civile.
De même, un rapport de Human Rights Watch décrit la situation des droits humains au Malawi comme s'étant « détériorée de manière significative en 2011, le gouvernement du président Bingu wa Mutharika agissant de manière de plus en plus répressive ». Au cours de l'année, Mutharika a « signé une nouvelle législation répressive, notamment l'article 46 du code pénal, qui permet au ministre de l'Information d'interdire les publications jugées 'contraires à l'intérêt public' ». Une nouvelle loi sur les injonctions interdit le dépôt de poursuites civiles contre des représentants du gouvernement. Des professeurs d'université et des étudiants qui avaient critiqué les manquements du gouvernement en matière de droits de l'homme ont été harcelés, et un étudiant universitaire qui était vice-président de Youth for Freedom and Democracy (YFD) a été « retrouvé mort sur le campus polytechnique avec une coupure profonde à la tête. Bien que la police ait jugé sa mort comme un suicide, des militants de la société civile ont accusé le gouvernement d'être impliqué dans la mort de Chasowa ».
La crise des droits humains au Malawi atteint son paroxysme le 20 juillet 2011, lorsque la police malawite tue 19 personnes non armées qui participent à des manifestations nationales contre les conditions économiques et contre la répression croissante sous le président Mutharika. Environ cinq cents personnes sont arrêtées et un certain nombre de journalistes sont battus ou empêchés de couvrir les manifestations et les atrocités.
L'agression de Mutharika contre les militants des droits de l'homme et d'autres opposants à son régime s'est poursuivie. En septembre, des bombes incendiaires sont lancées sur les domiciles ou les bureaux de plusieurs détracteurs du gouvernement ; en octobre, la police arrête cinq militants antigouvernementaux pour avoir « organisé une manifestation illégale ». En mars 2012, des journalistes et des militants sont avertis que quiconque insulterait le président serait poursuivi et encourrait une peine de prison. Le 16 mars, le chef de la Commission des droits de l'homme du Malawi est arrêté sans mandat et accusé de possession de « matériel contenant des propos séditieux » , bien qu'aucun matériel de ce type n'ait été trouvé. Le 21 mars, un dirigeant du parti d'opposition, le Front démocratique uni, est arrêté et inculpé d'incitation à la violence.
Le 23 mars, Human Rights Watch commente avec inquiétude la « récente vague d'arrestations et de menaces contre les critiques » du gouvernement Mutharika, qu'il décrit comme reflétant une « répression plus large contre la liberté d'expression et d'autres droits fondamentaux ». La situation des droits de l'homme au Malawi est devenue si grave qu'au cours de l'année 2011, la Grande-Bretagne, les États-Unis, l'Allemagne, la Banque mondiale, l'UE, la Banque africaine de développement et la Norvège ont tous suspendu ou gelé partiellement l'aide au pays, en réponse à laquelle un Mutharika en colère a refusé de rencontrer les délégations de la Banque mondiale et du FMI, accusant les pays donateurs de fournir un soutien financier à ses opposants.
En avril 2012, le président Mutharika décède subitement et la vice-présidente Joyce Banda devient présidente. En août 2012, Human Rights Watch note que le Malawi a « fait des progrès notables » en matière de droits humains depuis l'accession à la présidence de Banda, qui instaure une plus grande liberté des médias, appelle à l'abrogation des lois antigay et menace « d'arrêter Le président soudanais Omar el-Béchir, recherché pour crimes de guerre par la Cour pénale internationale, s'il tente d'entrer dans son pays. Sous Banda, les pays donateurs qui ont totalement ou partiellement suspendu leur aide au Malawi recommencent à apporter leur soutien.
Lors d'une conférence de presse tenue en juin 2012 au Malawi, la Haut-Commissaire adjointe des Nations Unies aux droits de l'homme, Kyung-wha Kang, déclare que Banda a « rapidement agi pour s'attaquer à de nombreux problèmes urgents en matière de droits de l'homme » et salue « son ferme engagement à faire progresser les droits de l'homme et le bien-être de la population du Malawi ». Observant que « le Malawi a une constitution très progressiste avec des dispositions solides en matière de droits de l'homme, et un bon ensemble de lois et d'institutions en place pour promouvoir et protéger les droits de l'homme », Kyung-wha Kang déclare qu'« il est maintenant temps de renforcer un culture des droits de l'homme et de l'état de droit dans les institutions gouvernementales et chez les personnes responsables de la protection, de la promotion et de la réalisation de l'ensemble des droits de l'homme pour le peuple du Malawi ». Kyung-wha Kang souligne que les Malawiens, sortant « d'une période de répression politique », ont besoin « d'entendre de leurs dirigeants que les libertés fondamentales d'expression, d'association et de réunion seront pleinement respectées, et de voir des actions concrètes prises pour démontrer cet engagement ».
Une indication du changement d'attitude envers les droits de l'homme sous Banda est son annonce en juin 2012 que le Malawi, qui doit accueillir le sommet de l'Union africaine (UA) en juillet, ne l'accueillerait pas si le président Omar al-Bashir du Soudan, qui est recherché par la Cour pénale internationale pour crimes de guerre, génocide et crimes contre l'humanité, était autorisé à y assister. « La présidente malawienne Joyce Banda adopte une position ferme en faveur de la justice malgré les fortes pressions de l'Union africaine », déclare Undule Mwakasungula, directeur du Centre malawite pour les droits de l'homme et la réhabilitation. « Le Malawi a bien agi auprès des victimes du Darfour aujourd'hui ».
Bien que la situation des droits de l'homme se soit nettement améliorée sous Banda, « certains Malawiens », selon la Voix de l'Amérique, « accusent des groupes de défense des droits de l'homme de mettre délibérément en sourdine leurs critiques à l'égard de la nouvelle administration », affirmant qu'elle n'a pas répondu aux consommateurs touchés par la dévaluation de la monnaie et les hausses de prix. La VOA cite Billy Banda, directeur exécutif de l'organisation de défense des droits de l'homme Malawi Watch, qui déclare que son groupe et d'autres « ne se taisent pas délibérément », mais plutôt « font pression en silence » afin d'aider le gouvernement de Banda à survivre à une période difficile. « Mais en apportant son soutien, cela ne signifie pas nécessairement que l'on tolère l'administration actuelle. Nous exhortons l'administration à ouvrir une fenêtre d'interaction afin que chaque fois que les gens soulèvent des préoccupations, ils en tiennent compte ».
Le tableau suivant montre les notes du Malawi depuis 1972 dans les rapports de Freedom in the World, publiés chaque année par Freedom House. Une note de 1 correspond à « libre » ; 7 correspond à « non libre ».
| \| Année \| Droits civiques \| Libertés publiques \| Statut \| Président[14] \| \| 1972 \| 7 \| 6 \| Non libre \| Hastings Banda \| \| 1973 \| 7 \| 6 \| Non libre \| Hastings Banda \| \| 1974 \| 7 \| 6 \| Non libre \| Hastings Banda \| \| 1975 \| 7 \| 6 \| Non libre \| Hastings Banda \| \| 1976 \| 7 \| 6 \| Non libre \| Hastings Banda \| \| 1977 \| 7 \| 6 \| Non libre \| Hastings Banda \| \| 1978 \| 6 \| 7 \| Non libre \| Hastings Banda \| \| 1979 \| 6 \| 7 \| Non libre \| Hastings Banda \| \| 1980 \| 6 \| 7 \| Non libre \| Hastings Banda \| \| 1981 \| 6 \| 7 \| Non libre \| Hastings Banda \| \| 1982[15] \| 6 \| 7 \| Non libre \| Hastings Banda \| \| 1983 \| 6 \| 7 \| Non libre \| Hastings Banda \| \| 1984 \| 6 \| 7 \| Non libre \| Hastings Banda \| \| 1985 \| 6 \| 7 \| Non libre \| Hastings Banda \| \| 1986 \| 6 \| 7 \| Non libre \| Hastings Banda \| \| 1987 \| 6 \| 7 \| Non libre \| Hastings Banda \| \| 1988 \| 6 \| 7 \| Non libre \| Hastings Banda \| \| 1989 \| 7 \| 6 \| Non libre \| Hastings Banda \| \| 1990 \| 7 \| 6 \| Non libre \| Hastings Banda \| \| 1991 \| 7 \| 6 \| Non libre \| Hastings Banda \| \| 1992 \| 6 \| 7 \| Non libre \| Hastings Banda \| \| 1993 \| 6 \| 5 \| Non libre \| Hastings Banda \| \| 1994 \| 2 \| 3 \| Libre \| Hastings Banda \| \| 1995 \| 2 \| 3 \| Libre \| Bakili Muluzi \| \| 1996 \| 2 \| 3 \| Libre \| Bakili Muluzi \| \| 1997 \| 2 \| 3 \| Libre \| Bakili Muluzi \| \| 1998 \| 2 \| 3 \| Libre \| Bakili Muluzi \| \| 1999 \| 3 \| 3 \| Partiellement libre \| Bakili Muluzi \| \| 2000 \| 3 \| 3 \| Partiellement libre \| Bakili Muluzi \| \| 2001 \| 4 \| 3 \| Partiellement libre \| Bakili Muluzi \| \| 2002 \| 4 \| 4 \| Partiellement libre \| Bakili Muluzi \| \| 2003 \| 3 \| 4 \| Partiellement libre \| Bakili Muluzi \| \| 2004 \| 4 \| 4 \| Partiellement libre \| Bakili Muluzi \| \| 2005 \| 4 \| 4 \| Partiellement libre \| Bingu wa Mutharika \| \| 2006 \| 4 \| 3 \| Partiellement libre \| Bingu wa Mutharika \| \| 2007 \| 4 \| 4 \| Partiellement libre \| Bingu wa Mutharika \| \| 2008 \| 4 \| 4 \| Partiellement libre \| Bingu wa Mutharika \| \| 2009 \| 3 \| 4 \| Partiellement libre \| Bingu wa Mutharika \| \| 2010 \| 3 \| 4 \| Partiellement libre \| Bingu wa Mutharika \| \| 2011 \| 3 \| 4 \| Partiellement libre \| Bingu wa Mutharika \| |                 |                    |                     |                    |
| Année | Droits civiques | Libertés publiques | Statut              | Président          |
| 1972 | 7               | 6                  | Non libre           | Hastings Banda     |
| 1973 | 7               | 6                  | Non libre           | Hastings Banda     |
| 1974 | 7               | 6                  | Non libre           | Hastings Banda     |
| 1975 | 7               | 6                  | Non libre           | Hastings Banda     |
| 1976 | 7               | 6                  | Non libre           | Hastings Banda     |
| 1977 | 7               | 6                  | Non libre           | Hastings Banda     |
| 1978 | 6               | 7                  | Non libre           | Hastings Banda     |
| 1979 | 6               | 7                  | Non libre           | Hastings Banda     |
| 1980 | 6               | 7                  | Non libre           | Hastings Banda     |
| 1981 | 6               | 7                  | Non libre           | Hastings Banda     |
| 1982 | 6               | 7                  | Non libre           | Hastings Banda     |
| 1983 | 6               | 7                  | Non libre           | Hastings Banda     |
| 1984 | 6               | 7                  | Non libre           | Hastings Banda     |
| 1985 | 6               | 7                  | Non libre           | Hastings Banda     |
| 1986 | 6               | 7                  | Non libre           | Hastings Banda     |
| 1987 | 6               | 7                  | Non libre           | Hastings Banda     |
| 1988 | 6               | 7                  | Non libre           | Hastings Banda     |
| 1989 | 7               | 6                  | Non libre           | Hastings Banda     |
| 1990 | 7               | 6                  | Non libre           | Hastings Banda     |
| 1991 | 7               | 6                  | Non libre           | Hastings Banda     |
| 1992 | 6               | 7                  | Non libre           | Hastings Banda     |
| 1993 | 6               | 5                  | Non libre           | Hastings Banda     |
| 1994 | 2               | 3                  | Libre               | Hastings Banda     |
| 1995 | 2               | 3                  | Libre               | Bakili Muluzi      |
| 1996 | 2               | 3                  | Libre               | Bakili Muluzi      |
| 1997 | 2               | 3                  | Libre               | Bakili Muluzi      |
| 1998 | 2               | 3                  | Libre               | Bakili Muluzi      |
| 1999 | 3               | 3                  | Partiellement libre | Bakili Muluzi      |
| 2000 | 3               | 3                  | Partiellement libre | Bakili Muluzi      |
| 2001 | 4               | 3                  | Partiellement libre | Bakili Muluzi      |
| 2002 | 4               | 4                  | Partiellement libre | Bakili Muluzi      |
| 2003 | 3               | 4                  | Partiellement libre | Bakili Muluzi      |
| 2004 | 4               | 4                  | Partiellement libre | Bakili Muluzi      |
| 2005 | 4               | 4                  | Partiellement libre | Bingu wa Mutharika |
| 2006 | 4               | 3                  | Partiellement libre | Bingu wa Mutharika |
| 2007 | 4               | 4                  | Partiellement libre | Bingu wa Mutharika |
| 2008 | 4               | 4                  | Partiellement libre | Bingu wa Mutharika |
| 2009 | 3               | 4                  | Partiellement libre | Bingu wa Mutharika |
| 2010 | 3               | 4                  | Partiellement libre | Bingu wa Mutharika |
| 2011 | 3               | 4                  | Partiellement libre | Bingu wa Mutharika |

## Commission des droits de l'homme du Malawi
La Commission des droits de l'homme du Malawi (MHRC) est créée par la constitution du pays en 1994 et devient pleinement fonctionnelle en 1998  ou 1999. Elle est chargée de protéger les droits de l'homme et d'enquêter sur les violations. La Commission a « de larges pouvoirs pour entendre et obtenir toutes les preuves nécessaires, pour mener des perquisitions après avoir obtenu un mandat délivré par un magistrat, et pour exercer une 'autorité sans entrave' pour visiter les centres de détention avec ou sans préavis ». Elle n'a pas le pouvoir de poursuivre les contrevenants, mais « peut intervenir dans les affaires judiciaires et elle agit en tant qu'amicus curiae ». Transparency International rapporte en 2004 que « le MHRC est perçu comme l'une des institutions publiques les plus efficaces du pays » .
Pendant la présidence de Bingu wa Mutharika, la Commission des droits de l'homme est entravée par un manque de ressources et la peur des représailles. Même sous Mutharika, cependant, le MHRC conserve son indépendance, selon l'Institut des droits de l'homme de l'Association internationale du barreau, comme « en témoignent les efforts concertés du président sortant du MHRC, John Kapito », dont la critique ouverte du gouvernement de Mutharika aboutit à des menaces et du harcèlement. Malgré les inquiétudes quant à sa pérennité, le MHRC continue sous Mutharika « à exécuter son mandat au mieux de ses capacités ».
En juin 2012, la Haut-Commissaire adjointe des Nations unies aux droits de l'homme, Kyung-wha Kang, déclare que le MHRC a « fait un travail exemplaire, y compris dans des moments très difficiles au cours de l'année écoulée. Il est important que l'indépendance et le vaste mandat de la Commission soient maintenus et respectés. En prêtant serment aux nouveaux membres de la Commission en août 2012, la présidente Banda les a assurés de son soutien pour leur travail et de son attachement à leur indépendance. Elle les a exhortés à tirer le meilleur parti de « leur rôle de conseil » et leur a assuré « que personne ne sera arrêté par mon bureau et je n'hésiterai pas à demander conseil à votre institution ».

## Droits fondamentaux

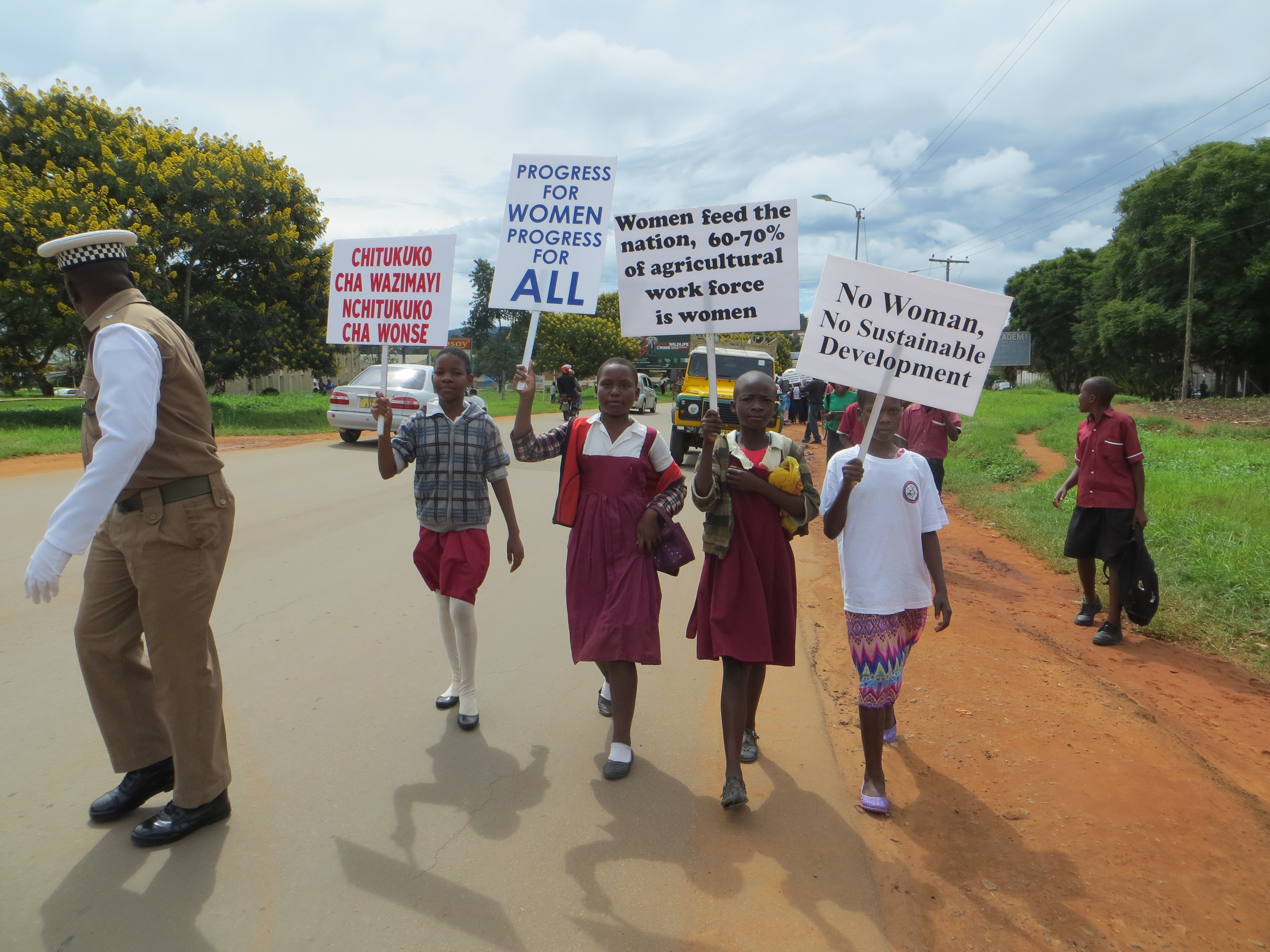
Des écoliers financés par le Fonds de développement de la Norvège défilent à l'occasion de la Journée internationale de la femme, en 2016.

La Constitution du Malawi est souvent décrite comme très solide dans ses garanties en matière de droits de l'homme. La Déclaration des droits incluse dans la Constitution, selon l'Association internationale du barreau, protège explicitement « les droits à la vie, à la dignité, à l'égalité et le droit à la liberté de conscience, de croyance, de pensée et de religion et à la liberté académique ». Elle protège également « la liberté d'expression, la liberté d'information, la liberté de mouvement et la liberté de réunion. Toute limite ou restriction imposée aux droits et libertés doit être conforme aux obligations du Malawi en vertu du droit international des droits de l'homme.
Le rapport de 2012 de l'Institut des droits de l'homme de l'Association internationale du barreau indique que même dans les derniers jours du régime de Mutharika, lorsque les médias ont fait l'objet d'« ingérence et de harcèlement » et d'« incidents d'intimidation », ils « sont restés relativement libres » et a continué à « présenter une diversité d'opinions ». Le rapport cite « l'incendie de véhicules du service de radio indépendant Zodiak », les menaces de mort qui auraient été reçues par des journalistes, l'arrestation et le passage à tabac de journalistes lors des manifestations de juillet 2011 et le « black-out médiatique » ordonné par le gouvernement pour ces manifestations.
Sous Banda, les protections constitutionnelles des droits fondamentaux sont bien plus respectées par le gouvernement que pendant les dernières années de Mutharika. Par exemple, l'article 46 du Code pénal, en vertu duquel un ministre pouvait fermer des journaux jugés « contraires à l'intérêt public », est abrogé. La loi sur l'injonction, en vertu de laquelle les représentants du gouvernement jouissaient de l'immunité de poursuites, est également abrogée.
Au cours de sa visite au Malawi en juin 2012, la Haut-Commissaire adjointe des Nations unies aux droits de l'homme, Kyung-wha Kang, note qu'il y a un « nombre de projets de loi sur des questions telles que le VIH/sida, l'égalité des sexes et la traite des personnes qui sont en attente d'examen » et exprime l'espoir « que les nouvelles lois soient conformes aux normes internationales des droits de l'homme ».

## Droits LGBT
Le sujet des droits des LGBT est exceptionnellement important et fait l'objet de grandes controverses au cours des dernières années du régime Mutharika et des premiers mois de l'administration Banda.
En vertu des lois sur la sodomie de l'époque coloniale du Malawi, les comportements homosexuels consensuels entre hommes sont passibles d'une peine pouvant aller jusqu'à 14 ans de prison pour les hommes. En décembre 2009, sous la présidence de Bingu wa Mutharika, deux hommes sont reconnus coupables de « pratiques contre nature entre hommes et grossière indécence publique » et condamnés à 14 ans de travaux forcés. Après de nombreuses critiques publiques de cette punition sévère, le président gracie les hommes. Le même mois, cependant, le parlement adopte une loi criminalisant les relations sexuelles entre femmes, les rendant passibles de 5 ans de prison.
Deux groupes d'activistes malawites, le Centre pour le développement du peuple (CEDEP) et le Centre pour les droits de l'homme et la réhabilitation (CHRR), font depuis longtemps pression sur les autorités malawites pour modifier la loi. En mai 2012, dans son premier discours à la nation après être devenue présidente, Joyce Banda déclare que les lois contre « les actes contre nature et l'indécence » seraient révisées « de toute urgence », et suggère qu'elle décriminaliserait les actes homosexuels en abrogeant les articles 153 et 156 du Code pénal. Cette déclaration est largement remarquée et applaudie, le ministre canadien des Affaires étrangères John Baird louant Banda pour son « engagement à abroger les lois discriminatoires, y compris les lois qui persécutent les gays et les lesbiennes ». En septembre 2012, cependant, Banda « a déclaré aux journalistes des médias internationaux en septembre que les Malawiens n'étaient peut-être pas prêts pour un tel changement, et a suggéré que les parlementaires devraient ramener la question de la dépénalisation dans leurs circonscriptions ».
Lors d'un débat radiophonique le 5 novembre 2012, le ministre de la Justice, Ralph Kasambara, annonce un moratoire sur les arrestations pour sodomie, un acte que Human Rights Watch qualifie de « position de compromis, qui permettra au Parlement de débattre d'un éventuel changement législatif ». Au moins une partie de la raison de l'action de Kasambara, semble-t-il, était la crainte que la loi antigay du Malawi ne viole le langage fort de la constitution sur la « dignité et la valeur inhérentes à chaque être humain » et « les droits et les opinions de tous les individus », et qu'elle soit incompatible avec le Pacte international relatif aux droits civils et politiques, dont le Malawi est signataire.
Tiseke Kasambala de Human Rights Watch félicite le Malawi pour avoir fait « ce pas en avant audacieux, mettant le respect de ses propres garanties constitutionnelles d'égalité au premier plan ». Un représentant d'Amnesty International a déclaré que l'organisation « se félicite de la déclaration du ministre Kasambara et espère qu'elle servira de premier pas vers la fin de la discrimination et de la persécution fondées sur l'orientation sexuelle et l'identité de genre réelles ou supposées au Malawi ». Cependant, trois jours après son annonce du moratoire, qui a été vivement critiquée par les responsables de l'église malawite et par la Law Society, le ministre Kasambara affirme qu'il n'a jamais déclaré un tel moratoire et déclare « que des lois pouvant aller jusqu'à 14 ans de prison pour commettre des actes homosexuels étaient toujours appliqués.

## Droits liés au VIH/SIDA
Il y a une grande stigmatisation associée au statut VIH/SIDA au Malawi (en), et une discrimination considérable. Le commissaire du MHRC, Dalitso Kubalasa (en), déclare en octobre 2012 que « le VIH et le sida sont une question de droits humains dans la mesure où le manque de respect des droits humains accroît la propagation et l'impact de l'épidémie. De plus, la maladie expose les personnes touchées par le virus à diverses violations des droits humains par le biais de la stigmatisation et de la discrimination. Il a demandé instamment que les commissaires de district reçoivent une formation qui réduirait cette stigmatisation et cette discrimination.

## Droits des personnes en état d'arrestation
Un rapport de 2012 de l'Institut des droits de l'homme de l'Association internationale du barreau, basé sur des observations faites avant l'accession de Banda à la présidence, note « l'usage excessif de la force par la police, en particulier dans le contexte de la gestion de la dissidence politique ». Le rapport critique la conduite de la police lors des manifestations de juillet 2011 et se concentre sur « la mort suspecte du militant étudiant et vice-président de Jeunesse pour la liberté et la démocratie, Robert Chasowa », en septembre 2011, soulignant qu'« une autopsie contredisait la police qui affirme que Chasowa s'est suicidé », indiquant plutôt « que ses blessures étaient très probablement dues à une agression ». Le rapport note « avec satisfaction » que Banda a « nommé une commission d'enquête pour enquêter sur la mort de Chasowa ».
En juillet 2012, la Haut-Commissaire adjointe des Nations unies aux droits de l'homme, Kyung-wha Kang, fait part de «sérieuses préoccupations concernant les mauvais traitements et les violences, dans certains cas entraînant la mort, par la police à l'encontre de personnes soupçonnées d'actes criminels». Louant le gouvernement de Banda pour sa détermination à restaurer la confiance du public dans la police, Kyung-wha Kang déclare qu'elle attend avec impatience « de voir cet engagement soutenu par des actions concrètes, notamment des formations et des efforts pour lutter contre l'impunité pour de telles violations ». Comme un « pas bienvenu dans la bonne direction », elle salue le « nouveau mécanisme de plainte contre la police ».

## Droits des justiciables
Lors de sa visite au Malawi en juillet 2012, la responsable des droits de l'homme de l'ONU, Kyung-wha Kang, note « des lacunes dans l'administration de la justice au Malawi ». Le MHRC allègue « que certains membres du pouvoir judiciaire semblent alignés sur l'exécutif et que cela nuit à l'efficacité du MHRC ». En outre, l'Institut des droits de l'homme de l'Association internationale du barreau note en 2012 que le bureau du directeur des poursuites pénales « est actuellement gravement en sous-effectif » et manque de personnel expérimenté. Cela entraîne des retards importants dans l'administration de la justice, les « affaires pénales… prenant en moyenne deux à trois ans avant le procès ».
Selon l'International Bar Association, « la rémunération des juges et du personnel de soutien judiciaire est un problème grave », ce qui fait craindre « que certains juges soient plus enclins à rechercher d'autres moyens, parfois inappropriés, de gagner un revenu supplémentaire ». En outre, l'International Bar Association note avec inquiétude qu'il n'existe pas de qualification, de formation ou de code de conduite spécifique pour les magistrats, et que la plupart des juges de la Haute Cour et de la Cour suprême d'appel « ont obtenu leur diplôme de droit à l'époque du parti unique, lorsque les droits de l'homme n'étaient pas couverts en détail dans le programme », un problème que le Haut-Commissariat des Nations unies aux droits de l'homme et d'autres organisations cherchent à résoudre en organisant « des ateliers et des séminaires sur les droits de l'homme pour le système judiciaire ».

## Droits des personnes en prison
Le commissaire adjoint aux droits de l'homme des Nations unies, Hugh Kyung-wha Kang, note en juillet 2012 la persistance d'un certain nombre de problèmes graves dans les prisons du Malawi, notamment « la détention prolongée dans des cellules de détention extrêmement surpeuplées, en raison d'un arriéré d'affaires et de la lenteur du traitement des demandes de libération sous caution ». Elle note que des efforts étaient déployés pour résoudre ce problème « et pour explorer des alternatives à la détention et à l'emprisonnement" » et salue « ce changement de mentalité ».

## Groupes de défense des droits de l'homme
Malawi Watch Human Rights, fondée en 1992, « est une organisation non gouvernementale de plaidoyer et de lobbying qui travaille dans les domaines de la gouvernance politique et économique ». Son site Web n'a pas été mis à jour depuis janvier 2011.
Le Centre pour le développement des personnes (CEDEP) est une organisation de défense des droits de l'homme « dédiée à répondre aux besoins, à améliorer les conditions de vie et à apporter un soutien à certains des groupes minoritaires les plus négligés du Malawi par le biais de l'éducation civique, de la formation, du renforcement des capacités, du réseautage et de la recherche ». Ses membres croient « que l'amélioration du bien-être des groupes minoritaires, y compris les prisonniers, les professionnel(le)s du sexe et les personnes vivant dans des relations homosexuelles, est cruciale pour la santé et le bien-être de tous les peuples ».
Le Comité consultatif des droits de l'homme, fondé en 1995, est un réseau composé d'institutions religieuses, de groupes de défense des droits de l'homme et de la Law Society of Malawi, qui travaillent tous ensemble sur le plaidoyer, la surveillance et d'autres activités dans le but de protéger et de promouvoir droits de l'homme au Malawi. Le domicile du coordinateur national par intérim du HRCC est la cible d'un incendie criminel en 2011.
Le Centre pour les droits de l'homme et la réhabilitation (CHRR) est une autre organisation malawienne de défense des droits de l'homme, également fondée en 1995.
L'Institute for Policy Interaction est un autre groupe malawien de défense des droits de l'homme. Son directeur, Rafiq Hajat, est contraint de se cacher pendant la présidence de Mutharika. Le 3 septembre 2011, un cocktail Molotov est lancé dans les bureaux de l'IPI à Blantyre, causant des dégâts considérables.

## Traités internationaux
Le Malawi est signataire des accords internationaux suivants : 
• Charte africaine des droits de l'homme et des peuples (1981)
• Convention sur l'élimination de toutes les formes de discrimination à l'égard des femmes (1987)
• Charte africaine des droits et du bien-être de l'enfant (1990)
• Convention relative aux droits de l'enfant (1991)
• Pacte international relatif aux droits civils et politiques (1993)
• Pacte international relatif aux droits économiques, sociaux et culturels (1993)
• Convention contre la torture et autres peines ou traitements cruels, inhumains ou dégradants (1996)
• Premier Protocole facultatif au Pacte international relatif aux droits civils et politiques (1996)
• Convention sur l'élimination de toutes les formes de discrimination raciale (1996)
• Statut de Rome de la Cour pénale internationale (1998)
• Protocole à la Charte africaine des droits de l'homme et des peuples relatif aux droits de la femme en Afrique (2005)
• Convention relative aux droits des personnes handicapées (2009)
• Protocole facultatif à la Convention relative aux droits de l'enfant concernant la vente d'enfants. Prostitution juvénile et pédopornographie (2009)
• Protocole facultatif à la Convention relative aux droits de l'enfant concernant l'implication d'enfants dans les conflits armés (2010).